# Framgångsteologi
Framgångsteologi är en kristen teologisk riktning som särskilt betonar att välsignelse är Guds vilja för den kristne, i bemärkelsen materiellt välstånd och helande, och att bibeltrogen tro, positivt tänkande och tiondegivande leder till välgång och välmående. I sin extrema form innebär det övertygelsen att alla kan bli helade och leva i ekonomiskt överflöd idag genom att bli bibeltrogna kristna. Också motsatsen: att sjukdom, handikapp och olyckshändelser som drabbar enskilda personer är Guds straff för individens personliga synd och otro. Baserat på icke-traditionella tolkningar av Bibeln, ofta med fokus på Malakis bok i Gamla testamentet, ses Bibeln som ett kontrakt mellan Gud och människor: om människor har tro på Gud, kommer Gud att uppfylla sina löften om välgång och välstånd.
Läran blev utbredd i USA under 1950-talets helandeväckelser[källa behövs] och senare, och spelade en framträdande roll i 1980- och 1990-talets trosrörelse och flera karismatiska väckelserörelser, vilka har byggt upp omfattande missionsverksamhet i hela världen. Framgångsteologi har kritiserats av ledare inom den traditionella pingströrelsen och vissa andra karismatiska rörelser, liksom andra kristna samfund, vilka hävdar att den innebär en obarmhärtig syn på sjukdom och fattigdom och är teologiskt osund.
Termen kan anses nedsättande och används därför idag inte av kyrkor och predikanter som utpekats som framgångsteologiska.[källa behövs]

## Sverige
Den största svenska inriktning som har företrätt framgångsteologin är trosrörelsen, med församlingen Livets Ord i Uppsala i spetsen. Församlingen använde begreppet framgångsteologi i sin egen litteraturutgivning på 1980-talet,[källa behövs] men använder inte termen idag.
Församlingen har anklagats för att skuldbelägga sjukdom, handikapp och motgångar i livet, som sagts vara resultatet av en felaktig tro. Företrädare för Livets Ord har konsekvent tillbakavisat att denna form av teologi finns inom rörelsen. De hävdar även att de misstolkats av media i fråga om synen på sjukdom och handikapp .
Termen framgångsteologi upplevs idag av trosrörelsen som en negativ värdering av läran, och man använder i stället termen "trosförkunnelse" eller liknande.

## Konflikter
Flera kristna församlingar har haft förespråkare för denna lära bland sina medlemmar, vilket ibland lett till konfrontationer om det är godtagbart att predika detta eller ej. Företrädare för pingstkyrkor, EFS, Svenska kyrkan och Romersk-katolska kyrkan tog tidigt tydligt avstånd från denna teologi. Under 1980- och 1990-talet isolerade dessa kyrkor ofta medlemmar som engagerade sig i Trosrörelsen, men under 00-talet har tonen varit mer försonande från båda sidor.